# Jan Welmers
Jan Welmers (Zuidlaren, 6 juli 1937 – Bunnik, 7 maart 2022) was een Nederlands componist en organist.

## Muzikale opleiding
Welmers kreeg het eerste muzikale onderricht van zijn vader Sijbe Welmers (1901-1958), die werkzaam was als organist, pianist, violist, koordirigent en muziekleraar, en had veel belangstelling voor nieuwe muziek van zijn tijd. Hij werd verder op het spoor van de nieuwe muziek gebracht door Johan van der Meer en Charles de Wolff, twee muzikale pioniers in de stad Groningen. Hij kreeg als componist bekendheid door zijn werken in de stijl van de minimal music.
Nadat hij orgellessen had gevolgd bij Evert Westra studeerde Welmers vanaf 1958 orgel bij Wim van Beek en piano bij Anton Tump aan het Prins Claus Conservatorium in Groningen. Hij behaalde de aktes Orgel A en B. Voor het C-examen slaagde hij in 1967 in Utrecht waar hij orgel en improvisatie studeerde aan het Utrechts Conservatorium bij Cor Kee. Daarna volgde hij compositielessen bij Kees van Baaren, tot diens dood in 1970, en lessen nieuwe muziek bij Ton de Leeuw.

## Muzikale loopbaan
Geïnspireerd door Wybren Veeman, een inventief musicus die onder meer een verplaatsbare studio uitvond, en de pianiste Chaia Gerstein vormde hij een trio dat concerten gaf waarin het improviseren op verschillende instrumenten (ook elektronische) centraal stond.
In 1966 won Welmers het Nationaal Orgelimprovisatieconcours te Bolsward en in 1968 nam hij deel aan het Internationaal Improvisatieconcours voor Organisten te Haarlem.
In 1964 werd hij organist van de Triumfatorkerk te Katwijk aan Zee, een functie die hij tot 1974 zou vervullen.
Na enige tijd theorie te hebben gedoceerd aan het Utrechts Conservatorium werd hij daar in 1974 benoemd tot hoofdvakdocent Orgel. In 1998 nam hij afscheid van het conservatorium en legde zich toe op het componeren.
Welmers leidde als improvisatieleraar een aantal vooraanstaande organisten op, als Henco de Berg en Jan Hage.
Jan Welmers was van 1974 tot 2002 de vaste bespeler van het König-orgel (1776) in de Grote of Sint-Stevenskerk in Nijmegen.
Op 22 oktober 2005 kreeg Welmers in de Oude Kerk te Amsterdam tijdens het openingsconcert van het Sweelinck Festival & Concours de Sweelinckprijs voor zijn gehele oeuvre.

## Eigen werken
- Partita: O grote Christus, eeuwig licht (1961)
- Passacaglia (1965)
- Sequens (1979)
- Laudate Dominum (1979)
- Litanie (1988)
- Licht en Donker II (1996)
- Invocazioni (1998)
- Memories III (2018)

Een uitvoering van deze werken staat op de cd LBCD89 Jan Welmers Organ Works. Deze worden gespeeld door diverse organisten, zoals Jan Hage, Jetty Podt, Berry van Berkum, Willem Tanke en Ko Zwanenburg op het König-orgel in de Grote of Sint-Stevenskerk te Nijmegen op 23 april 1999. De opname is uitgebracht door Lindenberg Productions te Rotterdam.
- Bibliothèque nationale de France: cb166392967 (data)
- Gemeinsame Normdatei: 103805737
- International Standard Name Identifier: 0000 0000 4431 8759
- Library of Congress Control Number: n93072305
- MusicBrainz: 3523f84d-f39c-4dc8-b66f-3207ef4e65b7
- Nederlandse Thesaurus van Auteursnamen: 108126080
- Système universitaire de documentation: 26093058X
- Virtual International Authority File: 57034861
- WorldCat: E39PCjGqTJ9fQghxjRxvq7xPw3